# Technik mechanizacji rolnictwa
Technik mechanizacji rolnictwa – tytuł zawodowy nadawany w Polsce absolwentom szkół kształcących w zawodzie technik mechanizacji rolnictwa.
Absolwent szkoły kształcącej w zawodzie technik mechanizacji rolnictwa powinien być przygotowany do wykonywania następujących zadań zawodowych:
- użytkowania pojazdów, maszyn, urządzeń i narzędzi stosowanych w produkcji rolniczej;
- obsługiwania pojazdów, środków transportu, maszyn i urządzeń stosowanych w rolnictwie;
- oceniania stanu technicznego maszyn i urządzeń rolniczych;
- organizowania prac związanych z konserwacją i naprawą środków technicznych stosowanych w rolnictwie;
- prowadzenia pojazdów samochodowych i ciągników rolniczych.

Technik mechanizacji rolnictwa organizuje, kontroluje i wykonuje w produkcji rolniczej (roślinnej i zwierzęcej) prace wymagające użycia maszyn i urządzeń.